# The Dayz of Wayback
"The Dayz of Wayback" är den tredje och sista singeln av den amerikanska hiphopgruppen N.W.A från deras andra studioalbum Niggaz4Life. Låten är framförd av Dr. Dre och MC Ren tillsammans med Admiral Dancehall. Låten släpptes endast som singel i Storbritannien.